# Carlos de la Vega
Carlos de la Vega Díaz (Madrid, Comunidad de Madrid, España, 24 de enero de 1980) es un futbolista español. Juega de defensa. Tras quedar desvinculado del Club Deportivo Leganés, el jugador tomó la decisión de retirarse, siendo homenajeado por el conjunto leganense como uno de los artífices del ascenso del equipo a Segunda División.

## Biografía
Se formó en las categorías inferiores del Rayo Vallecano de Madrid. También ha jugado en la Real Sociedad Deportiva Alcalá y en la Agrupación Deportiva Alcorcón.
En diciembre de 2009 es cedido por el Rayo Vallecano a la SD Huesca.
En julio de 2012 es contratado por el Club Deportivo Leganés por dos temporadas, abandonando el club al término de la temporada 2013/14.

## Trayectoria
- Cantera del Colegio Diocesano, Ávila
- Cantera del Rayo Vallecano
- 2005-06 Real Sociedad Deportiva Alcalá
- 2006-07 Agrupación Deportiva Alcorcón
- 2007-10 Rayo Vallecano
- 2009-10 SD Huesca, cedido.
- 2010-11 Rayo Vallecano
- 2012-14 Club Deportivo Leganés